# Eponymous
Eponymous – druga kompilacja zespołu R.E.M., wydana w 1988 roku. Ostatnia płyta zespołu wydana przez wytwórnię I.R.S. Records.

## Lista utworów
1. „Radio Free Europe (Original Hib-Tone Single)” – 3:47
2. „Gardening at Night (Different Vocal Mix)” – 3:30
3. „Talk About the Passion” (from Murmur, 1983) – 3:20
4. „So. Central Rain” (from Reckoning, 1984) – 3:15
5. „(Don’t Go Back To) Rockville” (from Reckoning, 1984) – 4:32
6. „Cant Get There from Here” (from Fables of the Reconstruction, 1985) – 3:39
7. „Driver 8” (from Fables of the Reconstruction, 1985) – 3:23
8. „Romance” – 3:25
9. „Fall on Me” (from Lifes Rich Pageant, 1986) – 2:50
10. „The One I Love” (from Document, 1987) – 3:16
11. „Finest Worksong (Mutual Drum Horn Mix)” – 3:50
12. „Its the End of the World as We Know It (and I Feel Fine)” (from Document, 1987) – 4:05